# サルデーチョ
サルデーチョ（伊: Saludecio）は、イタリア共和国エミリア＝ロマーニャ州リミニ県にある、人口約3,100人の基礎自治体（コムーネ）。

## 地理

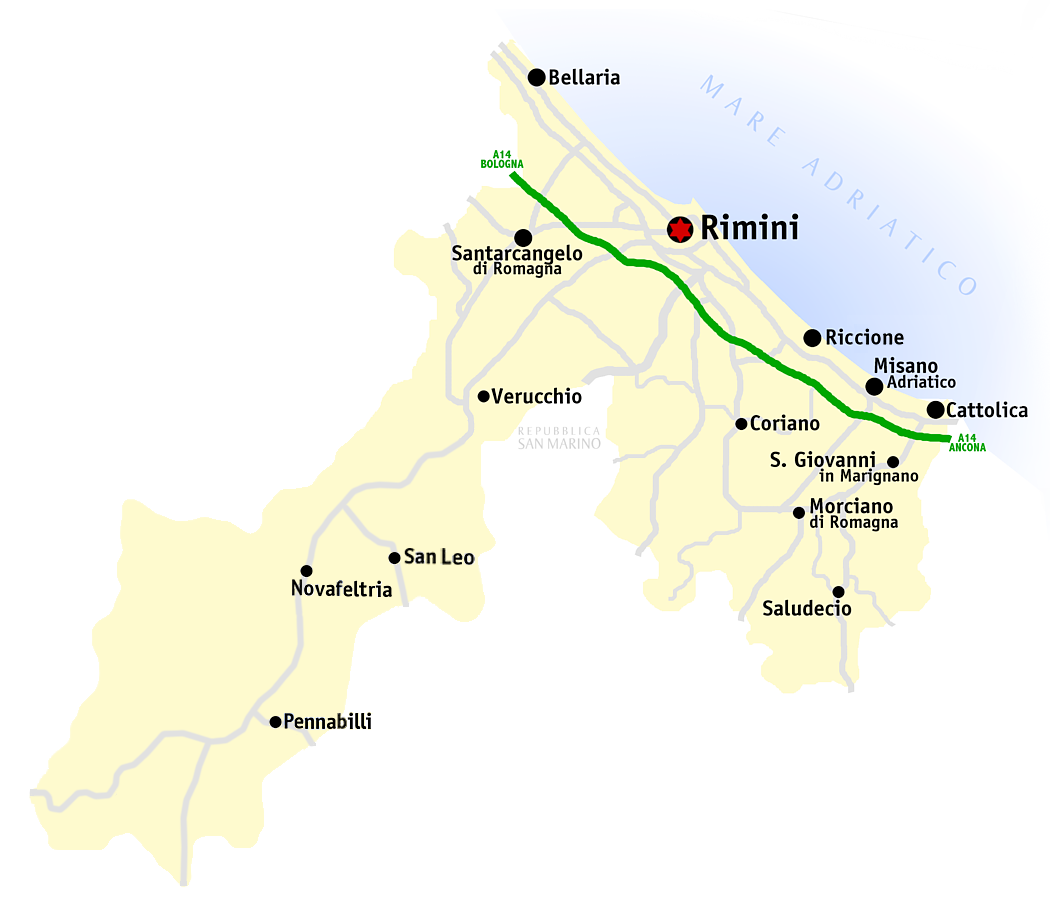
リミニ県概略図

### 位置・広がり
リミニ県東南部のコムーネである。サルデーチョの集落は、アドリア海沿岸のカットーリカから南南西へ12kmほど入った内陸の丘陵上に位置している。サルデーチョの集落は、サンマリノ市から東南東へ約19km、ペーザロから西南西へ約20km、県都リミニから南南東へ約23km、州都ボローニャからは東南東へ約126kmの距離にある。
コムーネ面積は約 34 km2 。サルデーチョ集落から西南西へ約3km離れたチェッレート (Cerreto) が、モンダイーノの町域を隔てて飛地となっている。

#### 隣接コムーネ
隣接するコムーネは以下の通り。PUはペーザロ・エ・ウルビーノ県所属。
| - モルチャーノ・ディ・ロマーニャ - 北 - サン・ジョヴァンニ・イン・マリニャーノ - 北東 - タヴッリア (PU) - 東 - モンテグリドルフォ - 南東 - モンダイーノ - 南 - タヴォレート (PU) - 南西 ※飛地のチェッレートで接している。 - モンテフィオーレ・コンカ - 西 |

### 気候分類・地震分類
サルデーチョにおけるイタリアの気候分類 (it) および度日は、zona E, 2595 GGである。
また、イタリアの地震リスク階級 (it) では、zona 2 (sismicità media) に分類される。

## 行政

### 分離集落
サルデーチョには、以下の分離集落（フラツィオーネ）がある。
- Cerreto, Meleto, San Rocco, Santa Maria del Monte, Sant' Ansovino, San Leone, Monte Del Prete Basso, San Carlino

## 人物

### 著名な出身者
- アマート・ロンコーニ - 13世紀の慈善家、フランシスコ会在俗会員。カトリックの聖人